# Dôme d'Amra
Amra Tholus
Pour les articles homonymes, voir Amra.
Le dôme d'Amra (désignation internationale : Amra Tholus) est un dôme situé sur Vénus dans le quadrangle de Meskhent Tessera. Il a été nommé en référence à Amra, divinité abkhaze du soleil.